# Victor Meurein
Victor Meurein (Lille, 10 mai 1818 - Lille, 12 août 1885) fut adjoint au maire de Lille, le premier Inspecteur départemental du service de la Salubrité publique du Nord nommé par un arrêté préfectoral du 6 juin 1859, et professeur de pharmacie à l’école centrale de Lille. Il a largement participé à la vie du Conseil de Salubrité du département du Nord avant d'en devenir président.
Il est titulaire de la Légion d’honneur
Il a milité, avec succès, pour le déplacement des facultés de Douai à Lille.